# Drucourt
Drucourt település Franciaországban, Eure megyében. Lakosainak száma 576 fő (2022. január 1.). Drucourt Bournainville-Faverolles, La Chapelle-Hareng, Duranville, Fontaine-la-Louvet, Le Planquay, Saint-Vincent-du-Boulay és Thiberville községekkel határos.

## Népesség
A település népességének változása:
| Lakosok száma | 461  | 512  | 554  | 590  | 575  | 596  | 606  | 591  | 584  | 576  |
|               | 1968 | 1982 | 1990 | 2006 | 2013 | 2015 | 2017 | 2019 | 2020 | 2022 |